# Song nha song tam
Song nha song tam hay Kim trản (danh pháp khoa học: Bidens biternata) là một loài thực vật có hoa trong họ Cúc. Loài này được (Lour.) Merr. & Sherff mô tả khoa học đầu tiên năm 1929.
Lá và ngọn non ăn được như rau, lá dùng uống như trà ở Ấn Độ.